# 东港镇 (惠来县)
东港镇，是中华人民共和国广东省揭阳市惠来县下辖的一个行政建制镇。

## 行政区划
东港镇下辖以下地区：
东青社区、东港村、宫兜村、高美村、西岭村、渡头村、白坑村、长青村、月湖村、新村、大旗村、长围村、百岭村、新寮村、圆山村和石门坑村。